# 30. ceremonia wręczenia nagród Brytyjskiej Akademii Filmowej
30. ceremonia rozdania nagród Brytyjskiej Akademii Sztuk Filmowych i Telewizyjnych.
Najwięcej statuetek (6) otrzymał film Lot nad kukułczym gniazdem.

## Laureaci
Laureaci oznaczeni są wytłuszczeniem

### Najlepszy film
- Lot nad kukułczym gniazdem
- Bugsy Malone
- Taksówkarz
- Wszyscy ludzie prezydenta

### Najlepszy aktor
- Jack Nicholson − Lot nad kukułczym gniazdem
- Robert De Niro − Taksówkarz
- Dustin Hoffman − Maratończyk, Wszyscy ludzie prezydenta
- Walter Matthau − Promienni chłopcy, Straszne misie

### Najlepsza aktorka
- Louise Fletcher − Lot nad kukułczym gniazdem
- Lauren Bacall − Rewolwerowiec
- Rita Moreno − Elegant
- Liv Ullmann − Twarzą w twarz

### Najlepsza aktor drugoplanowy
- Brad Dourif − Lot nad kukułczym gniazdem
- Martin Balsam − Wszyscy ludzie prezydenta
- Michael Hordern − Pantofelek i róża
- Jason Robards − Wszyscy ludzie prezydenta

### Najlepsza aktorka drugoplanowa
- Jodie Foster − Bugsy Malone, Taksówkarz
- Annette Crosbie − Pantofelek i róża
- Vivien Merchant − The Homecoming
- Billie Whitelaw − Omen

### Najlepsza reżyseria
- Miloš Forman − Lot nad kukułczym gniazdem
- Alan J. Pakula − Wszyscy ludzie prezydenta
- Alan Parker − Bugsy Malone
- Martin Scorsese − Taksówkarz

### Najlepszy scenariusz
- Alan Parker − Bugsy Malone
- Lawrence Hauben i Bo Goldman − Lot nad kukułczym gniazdem
- Neil Simon − Promienni chłopcy
- William Goldman − Wszyscy ludzie prezydenta

### Najlepsze zdjęcia
- Russell Boyd − Piknik pod Wiszącą Skałą
- Gerry Fisher, Peter Allwork − Asy przestworzy
- Haskell Wexler, Bill Butler, William A. Fraker − Lot nad kukułczym gniazdem
- Gordon Willis − Wszyscy ludzie prezydenta

### Najlepsza scenografia/dekoracja wnętrz
- Geoffrey Kirkland − Bugsy Malone
- Mario Chiari, Dale Hennesy − King Kong
- Ray Simm − Pantofelek i róża
- George Jenkins − Wszyscy ludzie prezydenta

### Najlepsze kostiumy
- Moidele Bickel − Markiza O
- Monica Howe − Bugsy Malone
- Julie Harris − Pantofelek i róża
- Judith Dorsman − Piknik pod Wiszącą Skałą

### Najlepszy dźwięk
- Les Wiggins, Clive Winter, Ken Barker − Bugsy Malone
- Mary McGlone, Robert R. Rutledge, Veronica Selver, Larry Jost, Mark Berger − Lot nad kukułczym gniazdem
- Greg Bell, Don Connolly − Piknik pod Wiszącą Skałą
- Milton C. Burrow, James E. Webb, Les Fresholtz, Arthur Piantadosi, Rick Alexander − Wszyscy ludzie prezydenta

### Najlepszy montaż
- Richard Chew, Lynzee Klingman, Sheldon Kahn − Lot nad kukułczym gniazdem
- Jim Clark − Maratończyk
- Marcia Lucas, Tom Rolf, Melvin Shapiro − Taksówkarz
- Robert L. Wolfe − Wszyscy ludzie prezydenta

### Nagroda im. Anthony’ego Asquitha za muzykę
- Bernard Herrmann − Taksówkarz
- Jack Nitzsche − Lot nad kukułczym gniazdem
- Richard M. Sherman, Robert B. Sherman − Pantofelek i róża
- Paul Williams − Bugsy Malone

### Najbardziej obiecujący debiut aktorski w głównej roli
- Jodie Foster − Bugsy Malone, Taksówkarz

## Podsumowanie
Laureaci

Nagroda / Nominacja
- 6 / 10 – Lot nad kukułczym gniazdem
- 5 / 9 – Bugsy Malone
- 3 / 7 – Taksówkarz
- 1 / 3 – Piknik pod Wiszącą Skałą

Przegrani
- 0 / 2 – Maratończyk
- 0 / 2 – Promienni chłopcy
- 0 / 5 – Pantofelek i róża
- 0 / 10 – Wszyscy ludzie prezydenta